# جائحة فيروس كورونا في كاليدونيا الجديدة
تُوَثِّق هذه المقالة آثار جائحة فيروس كورونا 2019-2020 في الجماعة الفرنسية الخارجية في كاليدونيا الجديدة، وقد لا تتضمن جميع الاستجابات والتدابير والإجراءات الرئيسية حتى الآن.

## خلفية
في 12 يناير 2020، أكدت منظمة الصحة العالمية عن ظهور فيروس كورونا المستجد كسبب للمرض التنفسي الذي أصاب مجموعة من الأشخاص في مدينة ووهان، مقاطعة خوبي، الصين، إذ أُبلغ عنهم إلى منظمة الصحة العالمية في 31 ديسمبر 2019. كانت نسبة الوفيات بين الحالات المُشخصة بكوفيد-19 أقل بكثير من جائحة فيروس سارس في عام 2003، لكن انتقال العدوى كان أكبر، والوفيات أيضًا.

## الجدول الزمني
في 17 مارس 2020، أعلن الرئيس تييري سانتا عن خطط لتعليق جميع الرحلات الجوية إلى الإقليم كإجراء وقائي، مع معاقبة جميع زوار الحجر الصحي، في حالة عدم الامتثال لغرامة.
وفي 18 مارس 2020، تأكدت أول حالتين في كاليدونيا الجديدة.